# Philodendron inops
Philodendron inops är en kallaväxtart som beskrevs av Heinrich Wilhelm Schott. Philodendron inops ingår i släktet Philodendron och familjen kallaväxter. Inga underarter finns listade.